# Démographie de l'Écosse

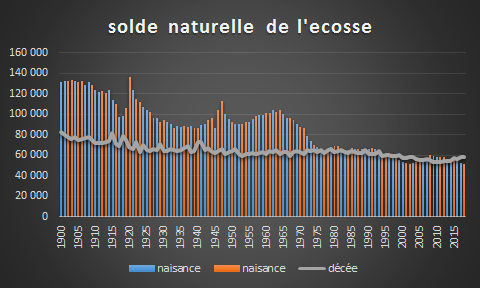
Solde naturelle de l'Écosse.

L’Écosse possède, lors du recensement de 2011, 5 295 400 habitants. La superficie de l’Écosse étant de 78 782 km2, la densité de population est alors de 67 habitants au km2. Environ 70 % de la population vit dans les Central Lowlands, une large et fertile vallée, s’étirant du nord-est au sud-ouest entre les villes d’Édimbourg et de Glasgow, et incluant des bassins de population importants tels que Stirling, Falkirk, Perth et Dundee. D’autres concentrations de population se trouvent sur la côte nord-est, principalement autour d’Aberdeen et d’Inverness.
La ville de Glasgow possède la densité la plus élevée avec 3 292 personnes au km2, alors que la région des Highlands possède la densité la plus faible avec seulement 8 personnes au km2.
L’estimation du nombre d’habitants, l’enregistrement des naissances, des décès ou des mariages en Écosse est de la compétence de l’Office général des registres (General Register Office for Scotland). Un rapport sur la population écossaise est présenté tous les ans aux ministres écossais et comme dans tout le Royaume-Uni, un recensement a lieu tous les 10 ans le dernier ayant eu lieu en 2011 et le prochain en 2021.

## Évolution de la population
Selon les estimations annuelles de l’Office général des registres, l’Écosse possède en 2004 une population totale de 5 078 400, soit une hausse de 21 000 habitants par rapport à l’année précédente. La population est répartie entre 2 446 248 hommes et 2 632 152 femmes.
| Année | Population | Remarque      |
| ----- | ---------- | ------------- |
| 1801  | 1 608 420  |               |
| 1811  | 1 805 864  |               |
| 1821  | 2 091 521  |               |
| 1831  | 2 364 386  |               |
| 1841  | 2 620 184  |               |
| 1851  | 2 888 742  |               |
| 1861  | 3 062 294  |               |
| 1871  | 3 360 018  |               |
| 1881  | 3 735 573  |               |
| 1891  | 4 025 647  |               |
| 1901  | 4 472 103  |               |
| 1911  | 4 760 904  |               |
| 1921  | 4 882 497  |               |
| 1931  | 4 842 554  |               |
| 1951  | 5 096 000  |               |
| 1961  | 5 201 000  |               |
| 1971  | 5 234 000  |               |
| 1981  | 5 180 200  |               |
| 1991  | 5 083 000  |               |
| 2001  | 5 062 011  |               |
| 2002  | 5 054 800  | (estimation)  |
| 2003  | 5 057 400  | (estimation)  |
| 2004  | 5 078 400  | (estimation)  |
| 2011  | 5 295 400  | (recensement) |

## Statistiques
- Taux de natalité : 10,6 naissances / 1 000 habitants (estimation 2005)
- Taux de mortalité : 11,1 décès / 1 000 habitants.
- Solde migratoire : 4,1 / 1 000 habitants
- Taux de croissance de la population : 0,4 %

Structure par âge :
- À la naissance ; 1,04 homme / femme
- Moins de 15 ans : 1,04 homme / femme
- 15-64 ans : 0,94 homme / femme
- 65 ans et + : 0,88 homme / femme
- Population totale : 0,93 homme / femme

Mortalité infantile : 4,9 décès / 1 000 naissances.
Espérance de vie :
- Population totale : 76,8 ans
- Hommes : 74,2 ans
- Femmes : 79,3 ans

Taux de fécondité : 1,6 enfant par femme
Religions : protestantisme, catholicisme romain, islam, judaïsme.
Langues : anglais, scots, gaélique
Alphabétisation :
- Personnes de plus de 15 ans sachant lire et écrire.
- Population totale : 99 %
- Hommes : 99 %
- Femmes : 99 %

## Projections
Depuis le recensement de 2001, des inquiétudes ont vu le jour concernant la baisse du nombre de naissances en Écosse, le vieillissement et la baisse de population ; un processus constaté ces dernières décennies. La population écossaise a atteint un pic dans les années 1970, avant de lentement décliner pour être aujourd’hui aux alentours de 5,08 millions d’habitants. La raison principale semble être l’émigration au départ de l’Écosse, principalement vers le reste du Royaume-Uni. Cependant, ces dernières années ont vu la tendance s’inverser, avec un nombre significatif d’arrivants en provenance du reste du Royaume-Uni. De même, depuis 2004, de nombreux immigrants en provenance des nouveaux pays de l’Union européenne (tels que la Pologne, la Tchéquie, la Lituanie ou la Lettonie) contribuent à la récente hausse de population.
Renforçant le problème du déclin de population, les taux de fécondité et de natalité en Écosse qui diminuent – un problème commun aux pays européens. De plus, la population écossaise vieillit. Une large part des individus sont nés dans la période juste après guerre et sont proches de l’âge de la retraite.
En 2002, le nombre des naissances a été le plus bas jamais enregistré avec 51 270 naissances. Ce chiffre a cependant été supérieur en 2004 avec 53 957 naissances, et devrait être encore plus élevé en 2005. Depuis 1997, l’Écosse a été témoin d’un décroissement naturel de population, les décès étant plus nombreux que les naissances. Pour ne citer qu’un exemple, pour l’année 2004, il y a eu 4 012 décès de plus que de naissances.
Le gouvernement écossais tente de pallier ce déficit en instaurant le fresh talent-working in Scotland, qui permet aux diplômés (hors Union européenne) des universités écossaises de rester en Écosse pendant deux ans à la suite de l’obtention de leur diplôme.
La croissance de population est variable d’une région à une autre. Les régions de l’East Lothian (1,6 %), Aberdeenshire (1,5 %), Clackmannanshire (1,2 %), Falkirk (1,1 %), Perthshire and Kinross (1,1 %) et du West Lothian (1,1 %) sont celles ayant eu les plus soldes migratoires entre 2003 et 2004. Au contraire, Aberdeen (-1,5 %), Dundee city (-0,9 %), et l’Inverclyde (-0,7 %) sont celle ayant eu les plus faibles. À noter que la région des Highlands a connu une hausse significative de sa population ces dernières années, ce qui est remarquable quand on compare avec les 200 dernières années, période où la zone s’est largement dépeuplée, à cause de hauts taux d’émigration, en particulier vers le Canada, les États-Unis, l’Australie et la Nouvelle-Zélande.
En décembre 2005, une série de rapports sur les projections concernant la population écossaise prévoyait une hausse de celle-ci entre la période actuelle et 2038, avec le nombre de naissances et de décès devant diminuer. L’immigration devrait rester forte, positive et constante.

## Population par divisions administratives
| Division administrative | Population |
| ----------------------- | ---------- |
| Aberdeen City           | 222 800    |
| Aberdeenshire           | 253 000    |
| Angus                   | 116 000    |
| Argyll and Bute         | 88 200     |
| Clackmannanshire        | 51 400     |
| Dumfries and Galloway   | 151 300    |
| Dundee                  | 147 300    |
| East Ayrshire           | 122 700    |
| East Dunbartonshire     | 105 000    |
| East Lothian            | 99 700     |
| East Renfrewshire       | 90 600     |
| Édimbourg               | 476 600    |
| Falkirk                 | 156 000    |
| Fife                    | 365 200    |
| Glasgow                 | 593 200    |
| Hébrides extérieures    | 27 700     |
| Highland                | 232 100    |
| Inverclyde              | 81 500     |
| Midlothian              | 83 200     |
| Moray                   | 93 300     |
| North Ayrshire          | 138 200    |
| North Lanarkshire       | 337 800    |
| Orcades                 | 21 400     |
| Perthshire and Kinross  | 146 700    |
| Renfrewshire            | 174 900    |
| Scottish Borders        | 113 900    |
| Shetland                | 23 200     |
| South Ayrshire          | 112 800    |
| South Lanarkshire       | 313 800    |
| Stirling                | 90 200     |
| West Dunbartonshire     | 90 700     |
| West Lothian            | 175 100    |